# Lucia Reeves
Lucia Reeves, död efter 1780, var en engelsk modehandlare.  
Lucia Reeves var dotter till prästen William Reeve (död 1755) och Hannah Reeves, och gifte sig 1763 med operasångaren Frederick Charles Reinhold. 
Hon var liksom sina systrar lärling hos Thomas Gainsboroughs syster, den ledande modehandlaren Mary Gibbon 1753, och öppnade 1761 sin egen modefirma på High Street i Colchester tillsammans med sin mor Hannah och sina systrar Mary, Elizabeth, Clara och Sarah under namnet Lucia Reeves & Co. Firman var framgångsrik och konkurrerade ut Mary Gibbon, som 1761 flyttade till Bath, där hon drev vidare sin firma till 1784 (och de sista elva åren också tog emot elever). Reeves drev under tjugo år en ledande modefirma. Hon tog också emot elever. När firman fick konkurrenter av Gibbons senare elever, systrarna Mary och Sarah Wood, slog de två firmorna ihop företaget under namnet Reeves and Wood 1773. Firman efterträddes så småningom av sin konkurrent, systrarna Ann och Hannah Priors modefirma (1786–1803). 